# Pandanus spondiophyllus
Pandanus spondiophyllus är en enhjärtbladig växtart som beskrevs av Benjamin Clemens Masterman Stone. Pandanus spondiophyllus ingår i släktet Pandanus och familjen Pandanaceae. Inga underarter finns listade.